# GJ 9827
| 太陽 | GJ 9827   |
| ---- | --------- |
| 太陽 | Exoplanet |

GJ 9827 は、地球から見てうお座の方向に約97光年離れた位置にある10等級の恒星である。太陽の6割程度の質量と半径を持つK型主系列星であり、スペクトル分類上では K6V 型に属する。光度は太陽の約12%であり、不確実性が大きいが、形成されてから約60億年が経過していると考えられている。2024年初頭時点で周囲を3個の太陽系外惑星が公転していることが知られている。

## 惑星系
2017年、アメリカ航空宇宙局 (NASA) のケプラー宇宙望遠鏡の延長ミッションである「K2」でのトランジット法での観測で、GJ 9827 の周囲を公転している3個の太陽系外惑星が発見された。K2による観測で太陽系外惑星が発見されたことから、GJ 9827 には K2-135 という名称が付与されている。いずれも地球の約1.2倍から約2倍の大きさを持つスーパーアース規模の惑星であるとされている。公転周期は10日を下回っており、最も GJ 9827 から離れている GJ 9827 d でも大気の影響などを考慮しない場合の表面の平衡温度は 681 K（408 ℃）に達していると推定されている。
3つの惑星は公転周期の比が1：3：5となる軌道共鳴の関係に非常に近いことが知られており、これは最も主星に近い GJ 9827 b が軌道を5周する間に GJ 9827 c はほぼ3周、GJ 9827 d はほぼ1周することを意味している。しかし実際には完璧にこの比になっているわけではなく、特に GJ 9827 c と GJ 9827 d は公転周期の比が3：5であると見做すには GJ 9827 d の公転周期が2%長いことが分かっており、このように同じ惑星系内の複数の惑星における公転周期の比が完璧な整数比から僅かにずれているような関係はケプラー宇宙望遠鏡によって観測された複数惑星系ではよくみられることが報告されている。
2023年にはハッブル宇宙望遠鏡による大気の分光観測によって、最も外側を公転している GJ 9827 dの大気中から水蒸気が検出されたという研究結果が公表された。これにより、GJ 9827 d は大気中から水蒸気が検出された最も小さな既知の太陽系外惑星となった。この観測結果から、大量の水を含んでいる海洋惑星のような惑星である可能性が示されているが、水素などを多く含んだ外層に包まれたミニ・ネプチューンのような惑星である可能性も残されている。仮に大部分が水で出来た海洋惑星である場合、表面の温度は金星と同等であるため、大気が主に水蒸気で構成されていれば非常に高温多湿な環境になっていると考えられる。
| 名称 （恒星に近い順） | 質量               | 軌道長半径 （天文単位） | 公転周期 (日)       | 軌道離心率 | 軌道傾斜角        | 半径                  |
| --------------------- | ------------------ | ----------------------- | ------------------- | ---------- | ----------------- | --------------------- |
| b                     | 5.14±0.47 M⊕       | 0.01880±0.00016         | 1.2089819±0.0000071 | <0.063     | 86.07+0.41 −0.34° | 1.577+0.027 −0.031 R⊕ |
| c                     | <1.3 M⊕            | 0.03925±0.00033         | 3.648096±0.000063   | <0.094     | 88.19+0.21 −0.18° | 1.241+0.024 −0.026 R⊕ |
| d                     | 3.53+0.87 −0.88 M⊕ | 0.05590±0.00046         | 6.201470±0.000063   | <0.13      | 87.443±0.045°     | 2.022+0.046 −0.043 R⊕ |